# Wielki Krzek
Wielki Krzek (do 1945 niem. Grosse Kricks Wiesen) – polska wyspa leżąca w delcie wstecznej Świny na Zalewie Szczecińskim na południowy zachód od Wolina. 
Wielki Krzek nie jest zamieszkany. Wyspa wchodzi w obszar Wolińskiego Parku Narodowego, podobnie jak sąsiednie, mniejsze wyspy: Wiszowa Kępa, Trzcinice, Gęsia Kępa, Warnie Kępy, Wydrza Kępa, Koński Smug. Administracyjnie należy do miasta Świnoujście.
Nazwę Wielki Krzek wprowadzono urzędowo rozporządzeniem w 1949 roku, zastępując poprzednią niemiecką nazwę wyspy – Gross Kricks. 
Wielki Krzek posiada półwysep Mały Krzek połączony jedynie małym przesmykiem na kanale Pęga. Mały Krzek był kiedyś oddzielną wyspą.